# АЕС+Ф
АЕС+Ф, или АЕС, или AES, или AES+F, или аесы — российская междисциплинарная творческая (художественная) группа, работающая в жанрах инсталляции, фотографии, видео, скульптуры и других.
Газета «Ведомости» в 2007 году назвала группу одной из наиболее успешных (в том числе и коммерчески) в РФ. За видеоработу «Священная аллегория» группа удостоена Премии Кандинского (2012) в номинации «Проект года». В 2012 году лучшим медиаобъектом в номинации «Произведение визуального искусства» жюри премии Курехина назвало «Священную аллегорию» группы AES+F.

## История
Группа существует с 1987 года. Название группы образовано по инициалам её постоянных участников — Татьяны Арзамасовой, Льва Евзовича и Евгения Святского. С 1995 года к группе присоединился фотограф Владимир Фридкес, и к её названию добавилась ещё одна буква: «АЕС+Ф» (AES+F).
В 2007 году группа AES+F с проектом «Last Riot» представляла Россию на Венецианской биеннале, в этом же году крупную ретроспективу работ группы представили Государственный Русский музей (Санкт-Петербург) и Московский музей современного искусства, в 2007—2008 годах большая выставка группы «LE VERT PARADIS…/IL PARADISO VERDE…» была показана сначала в Passage de Retz (Париж), а затем в музее MACRO (Рим). В 2009 премьера новой работы AES+F — 9-канальной HD видеоинсталляции «The Feast of Trimalchio» состоялась на 53-й Венецианской Биеннале в рамках выставки «Unconditional Love» (параллельная программа). Также в 2009 году состоялась премьера нового скульптурного проекта «Парад Ангелов-Демонов» в рамках фестиваля «lille3000» в Лилле, Франция. Московская премьера проекта «Пир Трималхиона» (9-канальная видеоинсталляция и серия из 18 картин) состоялась в Центре современной культуры «Гараж» 18 июня 2010 года. 9-канальная видеоинсталляция «Пир Трималхиона» была одним из основных проектов 17-й Сиднейской биеннале (2010). В рамках 4-й Московской биеннале современного искусства состоялась премьера нового проекта «Allegoria Sacra» — третьей части трилогии, начатой проектом Last Riot (2007), выставка прошла в Мультимедиа Арт Музее Москва. В 2012 состоялась мировая премьера «The Liminal Space Trilogy» — одновременно в ЦВЗ «Манеж» (Москва) и Мартин-Гропиус-Бау (Берлин).

## Основные проекты
- Сценография постановки оперы «Турандот» — режиссёр Фабио Черстич (2019)
- Спектакль «Психоз 4.48» — художники, режиссёр А. Зельдович (2016)[7]
- «Inverso Mundus» (2015)
- «Allegoria Sacra» (2011)
- «Пир Трималхиона» (2009—2010)
- «Ангелы-Демоны» (2009)
- «Европа-Европа» (2007—2008)
- «Дефиле» (2000—2008)
- «Первый всадник» (2006—2007)
- «Последнее восстание» и «Последнее восстание 2» (2005—2007)
- «Лесной царь» цикл проектов (2001—2004)
- «Action Half Life» (2003—2005)
- «Подозреваемые» (1998)
- «AES — свидетели будущего. Исламский проект» (1996—2003)

## Персональные выставки
- 2019
  - AES+F. Предсказания и откровения, Центральный выставочный зал «Манеж», Санкт-Петербург, Россия.
- 2015
  - AES+F. Inverso Mundus, Мультимедиа Арт Музей, Москва, Россия.
- 2014 
  - AES+F. The Liminal Space Trilogy,Музей изящных искусств Ла-Шо-де-Фон (Ла-Шо-де-Фон, Швейцария).
  - AES+F. Angels-Demons, Hotel Baltschug Kempinski Moscow, Russia.

- 2013
  - AES+F: Пир Трималхиона, в рамках Арт медиа фестиваля, Красноярск, Россия.
  - AES+F: Allegoria Sacra, галерея Art Statements Hong Kong, Гонконг.
  - AES+F. The Feast of Trimalchio в рамках выставочного проекта «HAPPY END?», Музей Tennis Palace, Центр искусств Фаэна, Буэнос Айрес, Аргентина.
  - «AES+F. ПИР ТРИМАЛХИОНА». Центр современной культуры «Гараж», Москва, Россия.
  - «THE FEAST OF TRIMALCHIO». 17th Sydney Biennale, Cockatoo Island, Сидней, Австралия.

- 2009
  - «DÉFILÉ», Knoll Gallery Vienna, Вена, Австрия.
  - «AES+F», Дунайский фестиваль, Stadtsaal, Кремс, Австрия.
  - «ANGELS-DEMONS. PARADE», Rambla (rue Faidherbe), фестиваль lille3000 «Europe XXL», Лилль, Франция.
  - «AESTHETICS OF VIOLENCE. AES+F Group: video», Haifa Museum of Art, Хайфа, Израиль.

- 2008
  - «AES+F. LAST RIOT», галерея Ruzicska , Max Gandolf Library, Зальцбург, Австрия.
  - «AES+F», галерея RS & A, Лондон, Великобритания.
  - «AES+F», галерея Marco Noire Contemporary Art, Турин, Италия.
  - «AES+F», галерея Arario Beijing (#1), Пекин, КНР.
  - «LAST RIOT, AES+F», University of Queensland Art Museum, Брисбен, Австралия.
  - «LAST RIOT, AES+F», Adelaide Art Festival 2008, Jam Factory Contemporary Craft and Design, Аделаида, Австралия.
  - «LAST RIOT: AES+F», New Zealand International Arts Festival 08, City Gallery Wellington, Веллингтон, Новая Зеландия.
  - «AES+F», музей MACRO Future (бывш. бойни), Рим, Италия.
  - «AES TRAVEL AGENCY TO THE FUTURE», «Re-Education: You too can be like us» — тематический викэнд в театре Hebbel-Am-Ufer, Берлин, Германия.

- 2007
  - «AES. AES+F», Московский музей современного искусства, Москва, Россия.
  - «AES+F», Station Museum of Contemporary Art, Хьюстон, США.
  - «GREEN PARADISE. AES+F», музей Passage De Retz, Париж, Франция.
  - «AES+F. LAST RIOT 2», галерея Claire Oliver, Нью-Йорк, США.
  - «AES+F», FIAC, Grand Palace, галерея Marco Noire Contemporary Art (Turin), Париж, Франция.
  - «AES+F», галерея Art Statements, Гонконг, КНР.
  - «AES+F. LAST RIOT 2» галерея Knoll Wien, Вена, Австрия.
  - «AES. AES+F. ИЗБРАННЫЕ ПРОИЗВЕДЕНИЯ», галерея Триумф, Москва, Россия.
  - «AES+F. LAST RIOT 2», Художественный институт Sotheby’s, Лондон, Великобритания.
  - «AES. AES+F», Государственный Русский музей, Санкт-Петербург, Россия.

- 2006
  - "AES+F, презентация на EFAH конференции, Здание Мэрии, Хельсинки, Финляндия.
  - «AES+F. LAST RIOT 2», Галерея Salvador Diaz, Мадрид, Испания.
  - «AES+F. ПОСЛЕДНЕЕ ВОССТАНИЕ 2 (LAST RIOT 2)», Московское Фотобиеннале 2006, МДФ, ЦВЗ «Манеж», Москва, Россия.
  - «AES+F. ЛЕСНОЙ ЦАРЬ», IMA — Институт Современного Искусства, Брисбен, Австралия.

- 2005
  - «AES+F. ЛЕСНОЙ ЦАРЬ — БОЛЬШЕ ЧЕМ РАЙ, LE ROI DES AULNES + KFNY», Галерея Juan Ruiz, Маракайбо, Венесуэла.
  - «ГРУППА AES. ИСЛАМСКИЙ ПРОЕКТ», Claire Oliver, Нью-Йорк, США.
  - «AES+F. Action Half Life», Галерея RUZICSKA, Зальцбург, Австрия.

- 2004
  - «Группа AES+F. Action Half Life», Галерея Knoll Wien, Вена, Австрия.

- 2003
  - «Action Half Life. Эпизод 2», Галерея М. Гельмана, Москва, Россия.
  - «Action Half Life. Episodes 2&3» персональная презентация группы AES+F на «Paris Photo 2003», Париж, Галерея Carre Noir (Париж), Франция.
  - «Лесной Царь: Нью-Йорк (KFNY)», COFA / Claire Oliver Fine Art, Нью-Йорк, США.
  - «Группа AES+F. OASI — Espanya islàmica», Sala Montcada, Фонд La Caixa, Барселона, Испания.
  - «Le Roi des Aulnesa», Галерея Rudolf Budja / Artmosphere Graz, Грац, Австрия.
  - «AES+F», Москва-Берлин, Московский Дом Фотографии и Kultur Brauverein, Берлин, Германия.

- 2002
  - Le Roi des Aulnes, Galerie Knoll Budapest, Будапешт, Венгрия.
  - Le Roi des Aulnes, Galerie Knoll Wien, Вена, Австрия.

- 2001
  - «Мастерские Арт-Москвы», Центральный Дом Художника, Москва, Россия.
  - «АЕС. Исламский проект», Galerie Sollertis, Тулуза, Франция.

- 2000
  - AES Travel Agency to the Future — Islamic Project, SIETAR Europe Congress 2000, Брюссель, Бельгия.
  - AES group. Islamic Project, Jean-Marc Patras — N.O.M.A.D.E., Париж, Франция.

- 1999
  - AES Nomade makes stop in New York, Art in General, Нью-Йорк.
  - AES Travel Agency to the Future, Festival Atlantico-99, Лиссабон, Португалия.
  - AES Travel Agency to the Future, City intervention in Sture Galerian during After the Wall, Музей современного искусства, Стокгольм, Швеция.